# English Library (книжкова серія)
«English Library» — книжкова серія видавництва «Знання», заснована 2014 року, що включає оригінальні неадаптовані твори англійською мовою та їх переклади українською у невеликому («кишеньковому») форматі. Серія об'єднує книги різних жанрів англійських і американських письменників.

## Особливість серії
Особливістю серії є можливість її використання для вивчення англійської чи української мов — розташування тексту на сторінках видання англійською мовою відповідає його розміщенню у книзі українською мовою.
Задум серії директор Львівської філії Мирон Іваник пояснив так: «Людина, яка вчить самостійно англійську мову, прочитає собі український текст і, знаючи канву літературного твору, зможе прочитати текст в оригіналі. Таким чином читач може зрозуміти структуру словосполучення і потім зрозуміти побудову речення».
Для видання підібрано популярні твори різної жанрової та стильової стильової спрямованості, що допомагає сформувати повноцінне уявлення про літературний процес у Великій Британії та США і задовольнити смаки різних читачів.
Деякі твори українською друкуються вперше (наприклад, оповідання Сакі, роман ″Площа Вашингтона" Генрі Джеймса, роман ″Під деревом зеленим″ Томаса Гарді, роман ″По цей бік раю″ і деякі оповідання Френсіса С. Фіцджеральда).
У 2014 році книги виходили раз на два місяці, із 2015 року видання почали з'являтися з періодичністю раз на місяць, є передплата (74072 — передплатний індекс книг англійською мовою; 21877 — передплатний індекс книг українською мовою).
Обкладинки українського та англійського видань ідентичні.
Видання англійською мовою містить оригінальний неадаптований текст, без скорочень чи виправлень.
Переклад українською мовою виконано професійними перекладачами, які уникали використання рідковживаної та застарілої лексики.
До деяких комплектів книг англійською та українською мовою підготовлено методичні посібники для самостійного вивчення англійської мови.

## Історія створення
Серія «English Library» стала логічним продовженням інших серій видавництва «Знання», що були орієнтовані на самостійне вивчення англійської мови, зокрема «Бібліотечки для тих, хто вивчає англійську» та «LEGO ERGO VIVO».

### «Бібліотечка для тих, хто вивчає англійську»
«Бібліотечка для тих, хто вивчає англійську» — книжкова серія, що виходила з лютого 1995 до грудня 2012 року. Видавалася як додаток до газети «English Learner's Digest» та включала видання творів англійських і американських письменників, а також посібники для навчання читання англійською мовою.

### «LEGO ERGO VIVO»
«LEGO ERGO VIVO» — книжкова серія, що виходила протягом 2013 року у видавництві «Знання» і об'єднувала 6 книг англійською мовою. Усі видані тексти були неадаптованими і повними.
Метою створення було видати книги, які б допомагали у позакласному вивченні англійської мови.
Назва серії стала її девізом.
Серія «LEGO ERGO VIVO» включає:
- № 1-2 (січень-лютий) Френсіс Скотт Фіцджеральд. The Great Gatsby. — К. : Знання, 2013. — ISBN 978-966-346-704-7
- № 3-4 (березень-квітень) Френк Баум. American Fairy Tales[en]. — К. : Знання, 2013. — ISBN 978-617-07-0111-4
- № 5-6 (травень-червень) Стівен Крейн. The Open Boat and Other Stories. — К. : Знання, 2013. — ISBN 978-617-07-0106-0
- № 7-8 (липень-серпень) Натаніель Готорн. Dr. Heidegger’s Experiment[en] and Other Stories. — К. : Знання, 2013. — ISBN 978-617-07-0133-6
- № 9-10 (вересень-жовтень) Елізабет Гаскелл. Disappearances and Other Stories. — К. : Знання, 2013. — ISBN 978-617-07-0155-8
- № 11-12 (листопад-грудень) Джек Лондон. The Son of the Wolf. — К. : Знання, 2013. — ISBN 978-617-07-0198-5

У серії Скарби вийшли переклади книг серії «LEGO ERGO VIVO». Майже всі вони українською були надруковані вперше (твори Л. Ф. Баума, С. Крейна, Н. Готорна, Е. Гаскел).
- № 1 (січень) Ф. С. Фіцджеральд. Великий Гетсбі / переклад Андрія Пехника. — К. : Знання, 2013. — ISBN 978-617-07-0162-6
- № 3 (березень) Л. Френк Баум. Американські казки / переклад Олекси Негребецького. — К. : Знання, 2013. — ISBN 978-617-07-0137-4
- № 5 (травень) Стівен Крейн. Шлюпка у відкритому морі та інші оповідання / переклад Ігоря Андрущенка. — К. : Знання, 2013. — ISBN 978-617-07-0178-7.
- № 7 (липень) Натаніель Готорн. Експеримент доктора Гайдеґґера та інші оповідання / переклад Ганни Лелів. — К. : Знання, 2013. — ISBN 978-617-07-0190-9
- № 9 (вересень) Елізабет Гаскелл. Зникнення та інші оповідання / переклад Ігоря Андрущенка. — К. : Знання, 2013. — ISBN 978-617-07-0195-4
- № 11 (листопад) Джек Лондон. Син вовка / переклад Ольги Косач-Кривинюк та Ігоря Андрущенка. — К. : Знання, 2013. — ISBN 978-617-07-0198-5

## Книжки серії
| Рік видання | Місяць видання         | Автор                     | Назва книжки англійською                                                              | Назва книжки українською                                                             | Переклад                                    | ISBN англійського видання                                                            | ISBN українського видання                                                            |
| ----------- | ---------------------- | ------------------------- | ------------------------------------------------------------------------------------- | ------------------------------------------------------------------------------------ | ------------------------------------------- | ------------------------------------------------------------------------------------ | ------------------------------------------------------------------------------------ |
| 2014        | січень-лютий (№ 1)     | Джером Клапка Джером      | Three Men in a Boat (To Say Nothing of the Dog)                                       | Троє у човні (не кажучи про пса!)                                                    | Олекса Негребецький                         | ISBN 978-617-07-0159-6                                                               | ISBN 978-617-07-0177-0                                                               |
| 2014        | березень-квітень (№ 2) | Едгар Аллан По            | The Murders in the Rue Morgue and Other Stories                                       | Вбивства на вулиці Морг та інші історії                                              | Андрій Пехник                               | ISBN 978-617-07-0173-2 (м’яка обкладинка), ISBN 978-966-346-794-8 (тверда палітурка) | ISBN 978-617-07-0185-5                                                               |
| 2014        | травень-червень (№ 3)  | Джеймс Баррі              | Peter Pan                                                                             | Пітер Пен                                                                            | Олександр Гончар                            | ISBN 978-617-07-0179-4                                                               | ISBN 978-617-07-0181-7                                                               |
| 2014        | липень-серпень (№ 4)   | О. Генрі                  | The Roads We Take and Other Stories                                                   | Дороги, які ми вибираємо, та інші оповідання                                         | Олександр Гончар                            | ISBN 978-966-346-702-3                                                               | ISBN 978-617-07-0101-5                                                               |
| 2014        | вересень-жовтень (№ 5) | Оскар Уайльд              | An Ideal Husband. The Importance of Being Earnest                                     | Ідеальний чоловік. Як важливо бути серйозним                                         | Олекса Негребецький                         | ISBN 978-617-07-0196-1                                                               | ISBN 978-617-07-0202-9                                                               |
| 2014        | листопад-грудень (№ 6) | Сакі                      | Treasure Ship and Other Stories                                                       | Галеон скарбів та інші історі                                                        | Андрій Пехник                               | ISBN 978-966-346-505-0 (м’яка обкладинка), ISBN 978-966-346-716-0 (тверда палітурка) | ISBN 978-617-07-0217-3 (м’яка обкладинка), ISBN 978-617-07-0218-0 (тверда палітурка) |
| 2015        | січень (№ 1)           | Оскар Уайльд              | The Picture of Dorian Gray                                                            | Портрет Доріана Грея                                                                 | Олена Ломакіна                              | ISBN 978-617-07-0224-1                                                               | ISBN 978-617-07-0226-5                                                               |
| 2015        | лютий (№ 2)            | Роберт Луїс Стівенсон     | Treasure Island                                                                       | Острів скарбів                                                                       | Олександр Гончар                            | ISBN 978-617-07-0232-6                                                               | ISBN 978-617-07-0234-0                                                               |
| 2015        | березень (№ 3)         | Джером К. Джером          | Three Men on the Bummel                                                               | Троє на бумелі                                                                       | Негребецький Олекса                         | ISBN 978-617-07-0241-8                                                               | ISBN 978-617-07-0244-9                                                               |
| 2015        | квітень (№ 4)          | Джейн Остін               | Pride and Prejudice                                                                   | Гордість та упередження                                                              | Ганна Лелів                                 | ISBN 978-617-07-0254-8                                                               | ISBN 978-617-07-0252-4                                                               |
| 2015        | травень (№ 5)          | Джек Лондон               | White Fang                                                                            | Біле Ікло                                                                            | Вероніка Гладка та Катерина Корякіна        | ISBN 978-617-07-0239-5 (м’яка обкладинка), ISBN 978-617-07-0240-1 (тверда палітурка) | ISBN 978-617-07-0235-7                                                               |
| 2015        | червень (№ 6)          | Честертон Г. К.           | The Innocence of Father Brown                                                         | Смиренність отця Брауна                                                              | Андрій Пехник та Олег Шалата                | ISBN 978-617-07-0329-3 (м’яка обкладинка), ISBN 978-617-07-0330-9 (тверда палітурка) | ISBN 978-617-07-0328-6                                                               |
| 2015        | липень (№ 7)           | Френсіс Скотт Фіцджеральд | This Side of Paradise                                                                 | По цей бік раю                                                                       | Олекса Негребецький та Олена Ломакіна       | ISBN 978-617-07-0363-7                                                               | ISBN 978-617-07-0361-3                                                               |
| 2015        | серпень (№ 8)          | Генрі Джеймс              | Washington Square                                                                     | Площа Вашингтона                                                                     | Ганна Лелів                                 | ISBN 978-617-07-0290-6                                                               | ISBN 978-617-07-0291-3                                                               |
| 2015        | вересень (№ 9)         | Артур Конан Дойл          | The Hound of the Baskervilles                                                         | Собака Баскервілів                                                                   | Олена Ломакіна                              | ISBN 978-617-07-0307-1                                                               | ISBN 978-617-07-0309-5                                                               |
| 2015        | жовтень (№ 10)         | Джозеф Конрад             | Heart of Darkness                                                                     | Серце темряви                                                                        | Марія Головко                               | ISBN 978-617-07-0317-0                                                               | ISBN 978-617-07-0320-0 (м’яка обкладинка), ISBN 978-617-07-0319-4 (тверда палітурка) |
| 2015        | листопад (№ 11)        | Томас Гарді               | Under the Greenwood Tree or the Mellstock Quire: A Rural Painting of the Dutch School | Під деревом зеленим, або Меллстокський хор: сільські етюди в дусі голландської школи | Марія Головко                               | ISBN 978-617-07-0302-6 (м’яка обкладинка), ISBN 978-617-07-0301-9 (тверда палітурка) | ISBN 978-617-07-0303-3                                                               |
| 2015        | грудень (№ 12)         | Едгар Аллан По            | The Black Cat and Other Stories                                                       | Чорний кіт та інші історії                                                           | Галина Пехник                               | ISBN 978-617-07-0325-5                                                               | ISBN 978-617-07-0323-1                                                               |
| 2016        | січень (№ 1)           | Чарльз Діккенс            | A Christmas Carol in Prose, Being a Ghost Story of Christmas                          | Різдвяна пісня в прозі, або Різдвяне оповідання з привидами                          | Ольга Косач-Кривинюк                        | ISBN 978-617-07-0349-1                                                               | ISBN 978-617-07-0352-1                                                               |
| 2016        | лютий (№ 2)            | Оскар Вайльд              | The Star-Child and other Tales                                                        | Хлопчик-зірка та інші казки                                                          | Ілько Корунець                              | ISBN 978-617-07-0345-3                                                               | ISBN 978-617-07-0344-6                                                               |
| 2016        | березень (№ 3)         | Марк Твен                 | The Adventures of Tom Sawyer                                                          | Пригоди Тома Сойєра                                                                  | Юрій Корецький, Олена Ломакіна              | ISBN 978-617-07-0367-5                                                               | ISBN 978-617-07-0365-1                                                               |
| 2016        | квітень (№ 4)          | Джек Лондон               | Love of Life                                                                          | Любов до життя                                                                       | Ніна Дубровська та Галина Яр                | ISBN 978-617-07-0376-7                                                               | ISBN 978-617-07-0378-1                                                               |
| 2016        | травень (№ 5)          | Артур Конан Дойл          | The Red-Headed League and Other Stories. The Adventures of Sherlock Holmes            | Спілка рудих та інші історії. Пригоди Шерлока Холмса                                 | Микола Іванов та Марія Головко              | ISBN 978-617-07-0390-3                                                               | ISBN 978-617-07-0388-0                                                               |
| 2016        | червень (№ 6)          | Генрі Райдер Гаґґард      | King Solomon’s Mines                                                                  | Соломонові копальні                                                                  | Марія Лисиченко та Марія Головко            | ISBN 978-617-07-0409-2                                                               | ISBN 978-617-07-0407-8                                                               |
| 2016        | липень (№ 7)           | О. Генрі                  | The Ransom of Red Chief and Other Stories                                             | Викуп за Вождя Червоношкірих та інші оповідання                                      | Юлія Беген, Олег Шалата, Віктор Лішнянський | ISBN 978-617-07-0277-7                                                               | ISBN 978-617-07-0276-0                                                               |
| 2016        | серпень (№ 8)          | Френсіс Скотт Фіцджеральд | The Curious Case of Benjamin Button and other stories                                 | Дивовижна історія Бенджаміна Баттона та інші оповідання                              | Ганна Лелів                                 | ISBN 978-617-07-0413-9                                                               | ISBN 978-617-07-0412-2                                                               |
| 2016        | вересень (№ 9)         | Джин Вебстер              | Daddy-Long-Legs                                                                       | Довгоногий дядечко                                                                   | А. Ганченко                                 | ISBN 978-617-07-0397-2                                                               | ISBN 978-617-07-0395-8                                                               |
| 2016        | жовтень (№ 10)         | Вільям Шекспір            | Romeo and Juliet                                                                      | Ромео і Джульєтта                                                                    | Ірина Стешенко                              | ISBN 978-617-07-0280-7                                                               | ISBN 978-617-07-0279-1                                                               |
| 2016        | листопад (№ 11)        |                           |                                                                                       |                                                                                      |                                             |                                                                                      |                                                                                      |
| 2016        | грудень (№ 12)         | Майн Рід                  | The Quadroon                                                                          | Квартеронка                                                                          | Н. та О. Б-ські, О. Ганзюк                  | ISBN 978-617-07-0427-6                                                               | ISBN 978-617-07-0426-9                                                               |
| 2017        | січень (№ 1)           | Вільям Шекспір            | Hamlet, Prince of Denmark                                                             | Гамлет, принц данський                                                               | Леонід Гребінка                             | ISBN 978-617-07-0418-4                                                               | ISBN 978-617-07-0417-7                                                               |
| 2017        | лютий (№ 2)            | Джозеф Конрад             | Almayer’s Folly: a Story of an Eastern River                                          | Олмейрова примха: історія східної річки                                              | Марія Лисиченко                             | ISBN 978-617-07-0434-4                                                               | ISBN 978-617-07-0435-1                                                               |

Із 2017 року з серії «English Library» виокремилася ще одна нова серія книг «American Library». Таким чином серії почали формуватися не за ознакою мови, а за ознакою країни походження автора.